# Haagse stadsroutes

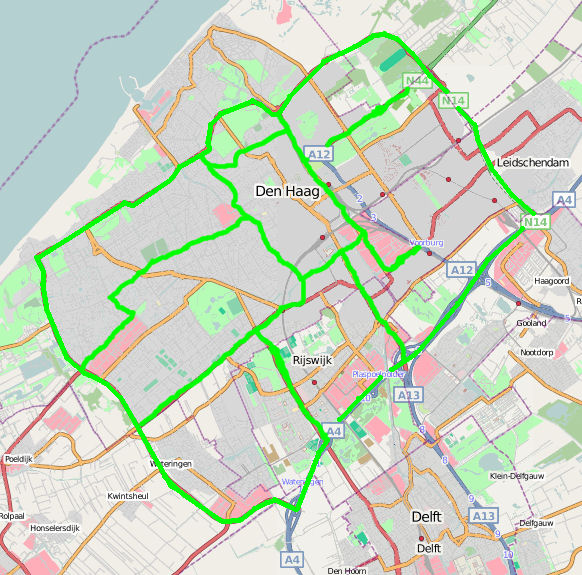
De Ring Den Haag, Centrumring en alle stadsroutes in Den Haag.

De Haagse stadsroutes zijn de hoofdverkeerswegen die de Centrumring (S100) met de Ring Den Haag verbinden. De S101 loopt bijvoorbeeld in noordoostelijke richting van de Koningskade (onderdeel van de Centrumring) naar de N14 (onderdeel van de Ring Den Haag). De wegen S101 tot S108 volgen elkaar in tegenwijzerzin op.
Bijzondere gevallen zijn de S100—de Centrumring zelf—en de S200—het noordwestelijke gedeelte van de Ring Den Haag.

## Ringroutes
- Centrumring: binnenring
- Den Haag: buitenring

## Verbindingswegen tussen de Centrumring en de Ring Den Haag
De volgende wegen verbinden de Centrumring (S100) met de Ring Den Haag en volgen daarbij onderstaande trajecten:
- : Benoordenhoutseweg - Leidsestraatweg
- : Raamweg
- : Stadhouderslaan
- : Loosduinseweg / Loosduinsekade - Oude Haagweg - Houtwijklaan - Escamplaan
- : Neherkade - Erasmusweg
- : (vanaf S104) - Zuiderparklaan - Soestdijksekade - Moerweg - (kruist S105) - Middachtenweg - Prinses Beatrixlaan
- : Knooppunt Ypenburg - Binckhorstlaan
- : Supernovaweg - Regulusweg - Maanweg

 Den Haag ·   ·  ·  · · ·  ·  ·  ·  ·  ·  

 Haagsche tunnels: Koningstunnel · Hubertustunnel · Victory Boogie Woogietunnel